# Gosplan
Gosplan (russisch Госпла́н; IPA: [gʌˈsplan]) war im System der Zentralverwaltungswirtschaft der Sowjetunion das Komitee für die Wirtschaftsplanung, vergleichbar mit der Staatlichen Plankommission in der DDR. Das Wort „Gosplan“ ist ein Akronym. Der volle Name der Einrichtung änderte sich öfters, zumeist im Zusammenhang mit der wechselnden Unterstellung des Komitees. Grundbestandteil waren jedoch von 1923 bis 1948 sowie 1955 bis 1957 Gossudarstwennaja planowaja komissija (russisch Государственная плановая комиссия, wörtlich Staatliche Plankommission), von 1948 bis 1955 sowie von 1957 bis 1991 Gossudarstwenny planowy komitet (russisch Государственный плановый комитет, wörtlich Staatliches Plankomitee). Die Hauptaufgaben lagen in der Erarbeitung der Fünfjahrespläne der UdSSR.

## Geschichte
Das Gosplan wurde per Dekret des Rates der Volkskommissare der RSFSR am 22. Februar 1921 gegründet. Das ursprüngliche Ziel der neu geschaffenen Organisation waren die Verwirklichung des Elektrifizierungsplans GOELRO und die Neustrukturierung der Volkswirtschaft. In den ersten Jahren wurden die Aufgabengebiete um die Erstellung von Plänen für die Entwicklung des Außenhandels und des Transportwesens ergänzt. Mit der Zeit wurde aus einer nur als Provisorium gedachten Institution eine fest etablierte Struktur der Staatsverwaltung, deren Hauptaufgabe ab 1927 die Erarbeitung des Fünfjahrplans der UdSSR war. Zu diesem Zweck wurde innerhalb des Gosplan eine Zentralkommission für die künftigen Planungen gegründet, die von führenden Wirtschaftsfachleuten geleitet wurde. Im gleichen Jahr wurden dem Zentralgosplan in Moskau alle ähnlichen Organisationen anderer Sowjetrepubliken unterordnet.
Von 1930 bis 1948 übernahm Gosplan zusätzlich zu seinen übrigen Aufgaben die Durchführung von statistischen Erhebungen und ab 1939 bis 1948 die Kontrolle über die Innovations- und Rationalisierungsmaßnahmen in der Wirtschaft.
Während des Zweiten Weltkriegs leitete Gosplan alle Pläne zur Mobilisierung und Umstellung der Wirtschaft auf Kriegsproduktion und koordinierte die Verlegung von hunderten Betrieben aus den vom deutschen Vormarsch betroffenen Westgebieten der Sowjetunion in die östlichen Gegenden, nach Zentralasien und Sibirien. Gosplan war für die Verteilung von strategisch wichtigen Ressourcen zuständig und übernahm oft die direkte Kontrolle über besonders wichtige Fabriken und Werke. Ab August 1943 beschäftigte es sich mit den Plänen für die Rekonstruktion von zerstörten Gebieten und der Rückverlegung von evakuierten Betrieben.
Seit 1957 war Gosplan die allein zuständige Behörde für die laufenden und künftigen Wirtschaftsplanungen. Während der Reformen, die Mitte der 1960er Jahre vom damaligen Regierungschef der Sowjetunion Kossygin eingeleitet wurden, musste Gosplan sowohl die territorialen als auch die produktionsbezogenen Planungen durchführen und entwickelte ein Schema für die gleichmäßige Verteilung verschiedener Industriezweige über das ganze Gebiet der Sowjetunion. Gleichzeitig versuchte man eine wirtschaftlich langfristige Planung voranzutreiben, wobei man als Ziel die mögliche Vorhersehbarkeit für die nächsten 20 Jahre ausgab, und das besondere Augenmerk auf die in dieser Hinsicht "unterentwickelten" Gebiete des Landes zu richten.
Innerhalb des Gosplan wurden in dieser Zeit mehrere halbautonome Kommissionen geschaffen, wie z. B. die Staatliche Expertenkommission, in der alle führenden Ökonomen des Landes tätig waren, das Wirtschaftsinstitut, das Institut für Planung und Normierung, das Institut für die komplexen Transportprobleme, das Zentrale Rechenzentrum, das die Planungskapazitäten für die ganze Sowjetunion ausrechnete.
Das Bestreben, alles zu kontrollieren und bis ins kleinste Detail zu planen, führte zu unnötiger Zentralisierung der Wirtschaft und nahm den Betriebsleitern vor Ort jegliche Initiative und Einflussmöglichkeit. Die Verbürokratisierung hatte die Ineffizienz und Ressourcenverschwendung zur Folge, was wiederum zu Engpässen bei der Versorgung mit Konsumgütern führte.
Gosplan änderte mehrere Male seine offizielle Bezeichnung. So fungierte es von 1921 bis 1923 unter der Bezeichnung Staatliche gesamtplanerische Kommission beim Rat für Arbeit und Verteidigung und von 1923 bis 1946 als Staatliche Plankommission beim Rat der Volkskommissare. Zwischen 1955 und 1957 wurde Gosplan in zwei selbständige Organisationen geteilt: Das Staatswirtschaftskomitee für die laufende Planung der Volkswirtschaft und das Staatskomitee für die künftige Planung der Volkswirtschaft. Ab 1962 trug es den Namen Gosplan, der bis zum Zerfall der Sowjetunion nicht mehr geändert wurde.
Die Vorsitzenden von Gosplan waren Mitglieder der jeweiligen Regierung der UdSSR und seit 1938 fast ausnahmslos auch Stellvertretende oder Erste Stellvertretende Vorsitzende des Rats der Volkskommissare oder des Ministerrats.

## Fünfjahrespläne

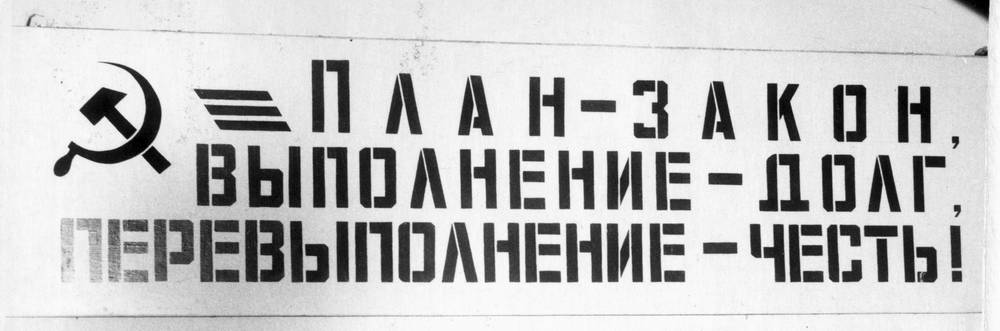
Sowjetische Losung: „Der Plan ist Gesetz. Seine Erfüllung ist Pflicht. Seine Übererfüllung ist uns Ehre!“

Ab 1928 erarbeitete und überwachte Gosplan die Fünfjahrespläne (Russisch: pjatiletka), die von den jeweiligen Parteitagen der Kommunistische Allunions-Partei (Bolschewiki), ab 1952 Kommunistische Partei der Sowjetunion (KPdSU), genehmigt wurden. Von 1959 bis 1965 galt ein Siebenjahresplan.
- 1. Fünfjahresplan von 1928 bis 1932; genehmigt 1927 vom XV. Parteitag
- 2. Fünfjahresplan von 1933 bis 1937; genehmigt 1934 vom XVII. Parteitag
- 3. Fünfjahresplan von 1938 bis 1942; genehmigt 1939 vom XVIII. Parteitag
- 4. Fünfjahresplan von 1946 bis 1950; genehmigt 1946 vom Obersten Sowjet
- 5. Fünfjahresplan von 1951 bis 1955; genehmigt 1952 vom XIX. Parteitag
- 6. Fünfjahresplan von 1956 bis 1960; genehmigt 1956 vom XX. Parteitag
- 7. Fünfjahresplan von 1959 bis 1965; genehmigt 1959 vom XXI. Parteitag
- 8. Fünfjahresplan von 1966 bis 1970; genehmigt 1966 vom XXII. Parteitag
- 9. Fünfjahresplan von 1971 bis 1975; genehmigt 1971 vom XXIV. Parteitag
- 10. Fünfjahresplan von 1976 bis 1980; genehmigt 1976 vom XXV. Parteitag
- 11. Fünfjahresplan von 1981 bis 1985; genehmigt 1981 vom XXVI. Parteitag
- 12. Fünfjahresplan von 1986 bis 1990; genehmigt 1986 vom XXVII. Parteitag
- 13. Fünfjahresplan von 1991 bis 1995; nicht mehr realisiert

Siehe auch:
- Industrialisierung der Sowjetunion
- Fünfjahrespläne Sowjetunion

## Vorsitzende des Gosplans

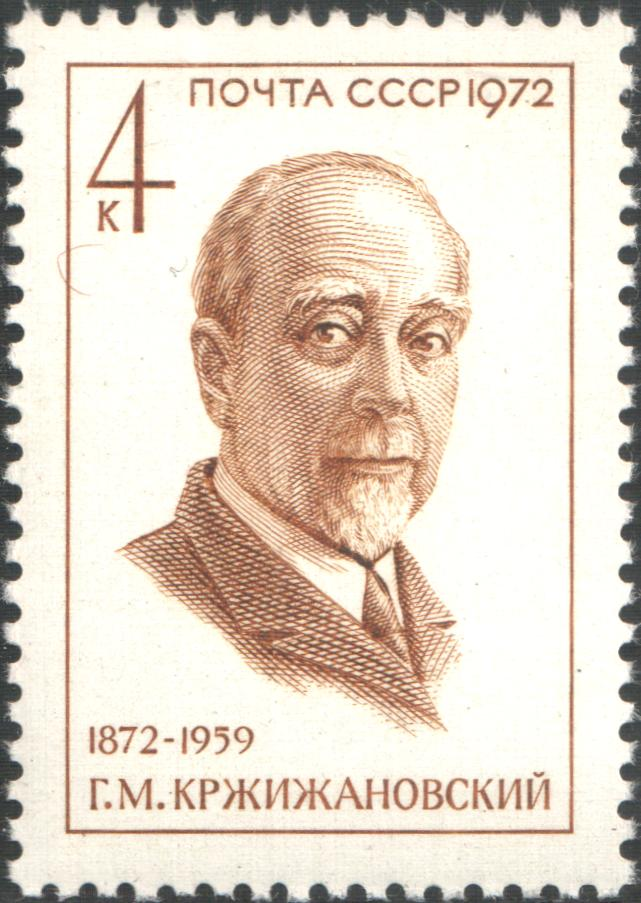
Briefmarke von Krzyzanowski

- Gleb Krschischanowski (Februar 1921–11. Dezember 1923)
- Alexander Zjurupa (11. Dezember 1923–18. November 1925)
- Gleb Krschischanowski (20. November 1925–10. November 1930)
- Walerian Kuibyschew (10. November 1930–25. April 1934)
- Waleri Meschlauk (25. April 1934–25. Februar 1937)
- Gennadi Smirnow (25. Februar–17. Oktober 1937)
- Waleri Meschlauk (17. Oktober–1. Dezember 1937)
- Nikolai Wosnessenski (1. Dezember 1937–10. März 1941)
- Maxim Saburow (10. März 1941–8. Februar 1942)
- Nikolai Wosnessenski (8. Februar 1942–5. März 1949)
- Maxim Saburow (5. März 1949–5. März 1953)
- Grigori Kosjachenko (5. März 1953–29. Juni 1953)
- Maxim Saburow (29. Juni 1953–25. Mai 1955)
- Nikolai Baibakow (25. Mai 1955–3. Mai 1957)
- Iosif Kusmin (3. Mai 1957–20. März 1959)
- Alexei Kossygin (20. März 1959–4. Mai 1960)
- Wladimir Nowikow (4. Mai 1960–17. Juli 1962)
- Wenjamin Dymschitz (17. Juli–24. November 1962)
- Pjotr Lomako (24. November 1962–2. Oktober 1965)
- Nikolai Baibakow (2. Oktober 1965–14. Oktober 1985)
- Nikolai Talysin (14. Oktober 1985–5. Februar 1988)
- Juri Masljukow (5. Februar 1988–14. Januar 1991)

## Institute beim Gosplan der UdSSR
- Wirtschaftsinstitut 1955–1991
- Rat für die Erforschung von Wirtschaftskräften 1960–1991
- Institut für komplexe Transportprobleme  1954–1991
- Institut für komplexe Energie- und Treibstoffprobleme  1974–1991
- Institut für die Planung und Normierung  1960–1991
- Institut für Wirtschaftsforschung 1929–1938
- Zentralinstitut für technische Information der Kohleindustrie 1957–1959
- Institut für die Projektierung von Betrieben der Buntmetallurgie "Giprozwetmet" 1957–1960

## Kommissionen des Gosplan
- Sonderkommission für die Angelegenheiten der Trust-Verwaltung, 1923–1925
- Staatliche Expertenkommission
- Die interministerielle Kommission für die Wirtschaftsreformen
- Das Komitee für die Konzessionsvergabe
- Der Rat für technisch-wirtschaftliche Gutachten.